# Briefmarken-Jahrgang 1952 der Deutschen Post Berlin
Der Briefmarken-Jahrgang 1952 der Deutschen Post Berlin umfasste 27 Sondermarken, drei davon als Ergänzung der Serie „Freiheitsglocke“, die philatelistisch allerdings zum Jahrgang 1951 zählen. In diesem Jahr wurden in Berlin keine Dauermarken herausgegeben.
Der Nennwert der Marken betrug 2,27 DM.

## Liste der Ausgaben und Motive
Legende
- Bild: Eine bearbeitete Abbildung der genannten Marke. Das Verhältnis der Größe der Briefmarken zueinander ist in diesem Artikel annähernd maßstabsgerecht dargestellt. Sollten keine Marken abgebildet sein, liegt es daran, dass das Urheberrecht des Künstlers noch nicht erloschen ist.
- Beschreibung: Eine Kurzbeschreibung des Motivs und/oder des Ausgabegrundes. Bei ausgegebenen Serien oder Blocks werden die zusammengehörigen Beschreibungen mit einer Markierung versehen eingerückt.
- Wert: Der Frankaturwert der einzelnen Marke in Pfennig. Ein „+“ bedeutet, dass es sich um eine Zuschlagsmarke handelt (= Frankaturwert + Spende).
- Ausgabedatum: Das Datum des erstmaligen Verkaufs dieser Briefmarke.
- Gültig bis: Das Datum, an dem die Gültigkeit endete.
- Auflage: Soweit bekannt, wird hier die zum Verkauf angebotene Anzahl dieser Ausgabe angegeben.
- Entwurf: Soweit bekannt, wird hier angegeben, von wem der Entwurf dieser Marke stammt.
- Mi.-Nr.: Diese Briefmarke wird im Michel-Katalog unter der entsprechenden Nummer gelistet.

| Sondermarken | |                  |                       |                   |            |                  |         |
| Bild         | Beschreibung | Werte in Pfennig | Ausgabe- datum (1952) | gültig bis        | Auflage    | Entwurf          | Mi.-Nr. |
|              | Einweihung der Freiheitsglocke im Rathaus Schöneberg - Freiheitsglocke (II), Klöppel rechts                                          | 5                | 27. Januar            | 31. Dezember 1955 | 1.000.000  | Leon Schnell     | 82      |
|              | - Freiheitsglocke (II), Klöppel rechts                                                                                               | 30               | 27. Januar            | 31. Dezember 1955 | 1.000.000  | Leon Schnell     | 85      |
|              | - Freiheitsglocke (II), Klöppel rechts                                                                                               | 40               | 27. Januar            | 31. Dezember 1955 | 1.000.000  | Leon Schnell     | 86      |
|              | 125. Todestag von Ludwig van Beethoven (1770–1827) Eine Gesichtsmaske von Ludwig van Beethoven aus dem Jahr 1812                     | 30               | 26. März              | 31. Dezember 1953 | 1.000.000  | Leon Schnell     | 87      |
|              | Vorolympische Festtage - Olympische Fackel mit Lorbeerzweig und olympische Ringe                                                     | 4                | 20. Juni              | 31. Dezember 1953 | 1.000.000  | Alfred Goldammer | 88      |
|              | - Olympische Fackel mit Lorbeerzweig und olympische Ringe                                                                            | 10               | 20. Juni              | 31. Dezember 1953 | 500.000    | Alfred Goldammer | 89      |
|              | - Olympische Fackel mit Lorbeerzweig und olympische Ringe                                                                            | 20               | 20. Juni              | 31. Dezember 1953 | 500.000    | Alfred Goldammer | 90      |
|              | Männer aus der Geschichte Berlins (I) - Carl Friedrich Zelter (1758–1832), Musiker, Professor, Musikpädagoge, Komponist und Dirigent | 4                | 22. November          | 31. Dezember 1955 | 18.000.000 | Alfred Goldammer | 91      |
|              | - Adolph Menzel (1815–1905), Maler, Zeichner und Illustrator des Realismus                                                           | 10               | 23. Dezember          | 31. Dezember 1955 | 8.000.000  | Alfred Goldammer | 95      |
|              | - Werner von Siemens (1816–1892), Erfinder, Begründer der Elektrotechnik und Industrieller                                           | 20               | 12. Oktober           | 31. Dezember 1955 | 7.000.000  | Alfred Goldammer | 97      |